# Can Poal
|  | Per a altres significats, vegeu «Can Poal de la Costa». |

Can Poal o Casa del Comte Güell és un habitatge al municipi de Castelldefels (Baix Llobregat) catalogat a l'Inventari del Patrimoni Arquitectònic de Catalunya. Habitatge aïllat, en un paratge natural de gran bellesa, al principi del massís del Garraf i lleugerament urbanitzat. L'ús significatiu dels materials i la volumetria lliure, irregular, delaten la influència de Gaudí damunt del seu deixeble Francesc Berenguer i Mestres. La implantació damunt d'un terreny en pendent afavoreix la partició del conjunt en uns volums de basament, la planta principal, amb les obertures més grans, i el cos de golfes, amb les petites obertures corregudes, de tradició pairal. Construïda per al Comte Güell, mecenes de Gaudí i propietari de vinyes i terrenys a la zona del Garraf, no lluny d'on Gaudí, amb la col·laboració del mateix Berenguer, va fer el cèlebre celler al terme de Sitges.